# Saintes-Maries-de-la-Mer
Saintes-Maries-de-la-Mer kikötővároska Franciaországban, Bouches-du-Rhône megyében. Lakosainak száma 2278 fő (2022. január 1.). Saintes-Maries-de-la-Mer Arles, Aigues-Mortes, Le Grau-du-Roi, Saint-Gilles, Saint-Laurent-d’Aigouze és Vauvert községekkel határos.

## Földrajz
A Földközi-tenger partján, Marseille vonzáskörzetében fekszik.

## Neve eredete
A két Szent Mária, vagyis Idősebb és Ifjabb Jakab apostol egyaránt Mária nevű édesanyja itt szállott partra.

## Cigány búcsú
Minden év május 24-én itt tartják a nemzetközi cigány búcsút. Az eseményre a világ minden tájáról érkeznek a cigányok, hogy imádkozzanak a cigány nép patrónájához, Szent Sárához, és részesei lehessenek egy nemzetközi kulturális találkozónak.

## Népesség
A település népessége az elmúlt években az alábbi módon változott:
| Lakosok száma | 2244 | 2045 | 2232 | 2341 | 2593 | 2680 | 2330 | 2144 | 2123 | 2278 |
|               | 1968 | 1982 | 1990 | 2006 | 2013 | 2015 | 2017 | 2019 | 2020 | 2022 |